# Balsa (insecto)
Balsa es un género de Lepidoptera perteneciente a la familia Noctuidae. Es el único género de la subfamilia Balsinae.
Es originario del Hemisferio Norte.

## Especies
- Balsa labecula (Grote, 1880)
- Balsa malana (Fitch, 1856)
- Balsa tristigella (Walker, 1866)